# Taravo
Der Taravo  ist ein Fluss in Frankreich, der im Département Corse-du-Sud auf der Insel Korsika verläuft. Er entspringt im Regionalen Naturpark Korsika, an der Nord-Flanke des Monte Grosso (1895 m), im Gemeindegebiet von Palneca, entwässert generell in südwestlicher Richtung abseits größerer Siedlungen und mündet nach rund 65 Kilometern im Gemeindegebiet von Olmeto, knapp an der Grenze zur benachbarten Gemeinde Serra-di-Ferro im Golf von Valinco in das Mittelmeer. In seinem Mündungsabschnitt fließt er durch die nach ihm benannte Taravo-Ebene (frz.: Plaine du Taravo), die als Taravo-Strand (frz.: Plage du Taravo) in das Meer übergeht.

## Orte am Fluss
- Palneca
- Cozzano
- Bains de Guitera, Gemeinde Guitera-les-Bains
- Calzola, Gemeinde Pila-Canale

## Sehenswürdigkeiten
- Megalithen-Fundstätten im Taravo-Tal
  - Statuenmenhir Castaldu 1
  - Foce
  - Calzola-Castelluciu
  - Filitosa
  - Callanchi-Saporta Alta
  - U Paladin, Statuenmenhir
- Micalona-Turm (frz.: Torre de Micalona) an der Flussmündung